# Неожиданное рядом
«Неожиданное рядом» — советский чёрно-белый широкоэкранный художественный фильм 1971 года, снятый режиссёром Загидом Сабитовым на киностудии «Узбекфильм».
Премьера фильма состоялась 25 октября 1971 года. В СССР фильм посмотрело 15,9 млн зрителей.

## Сюжет
Старший следователь Абид Ваисов расследует убийство сторожа банка и кражу сейфа, причём улики указывают на опытного преступника по кличке «Карим». Молодой следователь Санат Рустамов занимается делом об убийстве продавщицы палатки, которое стало связано с делом ограбления банка. Когда Тина находит у себя драгоценности из банка и подозревает своего отчима, вся загадка раскрывается в поединке между Санатом и преступником «Каримом».

## В ролях
- Баба Аннанов — Санат Рустамов
- Галина Яцкина — Тина Барышева
- Наби Рахимов — Абид Ваисов
- Гиули Чохонелидзе — Георгий Санадзе
- Маргарита Жарова — Раиса Федякина
- Хикмат Латыпов — Мавлянов
- Бахтиёр Ихтияров — Шавкат Хасанов
- Юрий Рубан — Катин
- Хамза Умаров — Дамир Сулейманов
- Фархад Хайдаров — Шарипов
- Всеволод Якут — Сергей Малюгин «Карим»
- Валерий Цветков — Сергей Ильясов «Шмельц»
- Хамидулла Таджиев — Бурханов

## Съёмочная группа
- Режиссер: Загид Сабитов
- Сценарист: Артур Макаров
- Оператор: Трайко Эфтимовский
- Композитор: Богдан Троцюк
- Художник: Валентин Синиченко